# Duitse militaire begraafplaats in Heinsberg
De Duitse militaire begraafplaats in Heinsberg is een militaire begraafplaats in Noordrijn-Westfalen, Duitsland. Op de begraafplaats liggen omgekomen Duitse militairen en burgers uit de Eerste en Tweede Wereldoorlog.

## Begraafplaats
Op de begraafplaats rusten 170 Duitsers, waarvan het merendeel stierf tijdens de Tweede Wereldoorlog. De meesten kwamen om het leven tijdens de strijd aan de grens. Het gebied rond Heinsberg lag enige tijd in de frontlinie en er vonden enkele stevige gevechten plaats.